# Hocharn
Hocharn (3254 m n. m.) je hora ve skupině Goldberggruppe (součást Vysokých Taur) v jižním Rakousku. Nachází se přímo na zemské hranici mezi Korutany a Salcburskem nad vesnicí Heiligenblut asi 17 km západojihozápadně od města Bad Gastein. Na severním úbočí se nachází ledovec Krumlkees, na východním ledovec Hocharnkees. Pod jižními svahy se rozkládá jezero Zirmsee. Hocharn je nejvyšší horou skupiny Goldberggruppe.
Na vrchol lze vystoupit ze dvou směrů po značené turistické trase č. 102 (součást dálkového treku Zentralalpenweg 02) buď od bivaku Otto-Umlauft-Biwakschachtel (2984 m n. m.), nebo od sousedního vrcholu Goldzechkopf (3042 m n. m.), kam se dá vystoupit od západu přes chatu Alter Pocher (1809 m n. m.) či od východu od parkoviště pod Kolm-Saigurn v dolině Hüttwinkltal.